# Cecilia (álbum)
Cecilia es el primer elepé de la cantautora española Evangelina Sobredo Galanes, conocida como Cecilia. Fue publicado en 1972 por CBS.

## Grabación y producción
El LP fue grabado en 1972 en los estudios Audiofilm, en la calle Alonso Cano de Madrid. Está producido por José Luis de Carlos y arreglado por Juan Carlos Calderón. Julio Seijas tocó la guitarra en todo el elepé ya que para su producción se emplearon las maquetas previas (voz y guitarra) grabadas por Cecilia y Julio Seijas. 
Cecilia recibió el número de catálogo S 65019. La identificación de las matrices son 850 S 65019*A*1 y 850 S 65019*B*1. A diferencia de los otros álbumes de Cecilia con CBS, Cecilia no fue reeditado en vinilo. La edición en CD fue publicada por Sony BMG en 1994 con el número de catálogo 42-476540-10. Este fue el primer elepé de la carrera de Cecilia.

## Lista de canciones
Todas las canciones fueron compuestas por Evangelina Sobredo Galanes, salvo «Lost Little Thing», que es una versión de «Dear Prudence» de Lennon-McCartney. Esta canción, a diferencia del resto del LP, está arreglado por Juan Martínez Mestres. Esta canción es, en realidad, la coda del tema «Reuníos» del primer sencillo de Cecilia publicado por CBS.
| N.º   | Título                                                               | Duración |  |
| 1.    | «Fui»                                                                | 2:14     |  |
| 2.    | «Dama, dama»                                                         | 2:20     |  |
| 3.    | «Señor y dueño»                                                      | 3:21     |  |
| 4.    | «Mi gata Luna»                                                       | 1:55     |  |
| 5.    | «Llora»                                                              | 2:56     |  |
| 6.    | «Portraits and Pictures»                                             | 2:21     |  |
| 7.    | «Al son del clarín»                                                  | 3:42     |  |
| 8.    | «Canción de desamor»                                                 | 3:13     |  |
| 9.    | «Fauna»                                                              | 3:06     |  |
| 10.   | «Mama Don't You Cry»                                                 | 2:01     |  |
| 11.   | «Nada de nada»                                                       | 2:56     |  |
| 12.   | «Lost Little Thing» (Versión de «Dear Prudence» de Lennon-McCartney) | 1:36     |  |
| 32:40 |                                                                      |          |  |

## Portada
El LP se presenta con portada desplegable, funda de papel y de plástico para el vinilo. El diseño es de Daniel Gil y de Santiago Monforte. Tres fotografías de Francisco Ontañón ilustran el disco. La portada y contraportada están ocupadas por la celebérrima instantánea en que Cecilia, en pie, mira al espectador llevando un guante de boxeo en la mano derecha. Se trataba de ilustrar sus letras cercanas a la canción de protesta mientras al tiempo se hacía referencia a la canción «The Boxer» de Paul Simon a quien Cecilia admiraba. El interior derecho de la portada muestra una fotografía de Cecilia sentada en el suelo, sonriente, mientras que el interior izquierdo presenta unas notas en las que Cecilia se presenta a su público explicando los pormenores de su aprendizaje vital y musical. El texto se inscribe sobre una fotografía de la cintura y ombligo de Cecilia. La funda interior, en color negro, presenta los textos de las canciones.

## Crítica y popularidad
Cecilia fue muy bien recibido por la crítica gracias a que aportaba a la canción de autor en España un aire nuevo gracias a sus planteamientos feministas y sociales. Musicalmente, aportó influencias de las músicas folk y rock norteamericanas. Cecilia incluye tres temas en inglés que confirman este hecho. Los temas «Dama, dama», «Fui» y «Nada de nada» fueron muy populares y fueron muy vendidos editados en sencillos.